# Јовица Ђурђић
Јовица Ђурђић (Глоговица код Добоја, 3. октобар 1949) јесте српски писац и песник.

## Биографија
Дипломирао је на Педагошком факултету у Ријеци. Члан је Удружења књижевника Србије и Удружења књижевника Српске.
Аутор је већег броја књига поезије и прозе за децу и одрасле читаоце. Објављивао у многим листовима и часописима.
Поједини радови су му превођени на стране језике као што су руски, енглески, италијански, пољски, чешки, турски, словеначки, македонски итд. Заступљен је у разним антологијама и изборима савременог књижевног стваралаштва на српском језику.

## Објављене књиге
- „Уснула девојка“, песме, Свјетлост, Сарајево, 1974.
- „Лариса“, песме, Ријечко књижевно друштво, Ријека, 1974.
- „Љубичасто горје“, песме, Свјетлост, Сарајево, 1976.
- „Санак Склопиочић“, приче за децу, Отокар Кершовани, Ријека, 1983.
- „Како волим Ану“, песме за децу, Издавачки центар Ријека, Ријека, 1983.
- „Руке вечерњих љубавника“, песме, Издавачки центар Ријека, Ријека, 1984.
- „Љупко тело“, песме, Партизанска књига, Љубљана, 1985.
- „Кошута и лопочи“, (THE ROE AND WATER LILIES), двојезично, песме, Викенд књига, Београд, 2000.
- „Истргнути рукопис“, песме, Interpress, Београд, 2004.
- „Њене очи море“, песме, библиофилско издање (21 примерак), Књижевни атеље Арт, Малинска, 2004.
- „Жирафа Жералдина“, песме за децу, прво издање , Београд, 2005, друго 2006. године,
- „Симонине очи“, приче за децу, прво издање, Bookland, Београд, 2006, друго издање , Београд, 2006.
- „Лепо је бити код куће“, песме за децу, , Београд, 2008, друго издање , Београд, 2008.
- „Звезде на узглављу“, избор дванаест песама преведених на двадесет страних језика, Ars Poetica, Београд, 2009.
- „Калина и морски коњиц“, приче за децу, , Београд, 2010.
- „Лето без Веонике“, приче и песме за децу, , Београд, 2011.
- „Киша и влати“ (DESZCZ I ŹDŹBŁA), двојезично, песме, Oficyna Wydawnicza ”Agawa”, Варшава, 2012.
- „Пепео згаслог лета“, песме, Прометеј, Нови Сад, 2012.
- „Опојни мирис греха“, приче, Прометеј, Нови Сад, 2012.
- „Укус првих пољубаца“, роман за децу, Bookland, Београд, 2014.
- „Кајсије за Хану“, роман за децу, Bookland, Београд, 2015.
- „Нежне године“, приче за децу, Bookland, Београд, 2016.
- „Сребрна укосница“, приче и песме за децу, Bookland, Београд, 2017.
- ”Крчаг”, приче, Штампар Макарије, Београд, 2019.
- Изабрана дела, (15) Bookland, Београд, 2020.
- "Ко ти је украо звезде из очију", изабране љубавне песме, Књижевни атеље Ars Poetica, Београд, 2022.
- ”Агостина под кошћелом”, приче, Књижевни атеље , Београд, 2023.
- Осам сликовница за децу: Јежурко Костја, Враголанка, Пловидба фотељом, Пужић, Подеранко, Књижевни атеље , Београд, 2023. Алонсо и његова барка, Ципелице кућица за два миша и Цветни кутак за Анутак, прво издање и друго допуњено у тврдом увезу, Институт за дечју књижњевност, Београд, 2023.
- Шапат воде, песме, Прометеј, Нови Сад, 2023.
- Цветни кутак за Анутак, песме за децу, друго допуњено издање, Институт за дечју књижевност, Београд, 2024.

## Награде
Двоструки добитник награде „Drago Gervais“ (Жерве) Ријека, Златне значке Културно-просветне заједнице Србије, Печат вароши сремскокарловачке, Пјесма над пјесмама, Растко Петровић као и више књижевних награда на разним конкурсима.